# Neochirosia setiger
Neochirosia setiger är en tvåvingeart som beskrevs av Malloch 1917. Neochirosia setiger ingår i släktet Neochirosia och familjen kolvflugor.
Artens utbredningsområde är Illinois. Inga underarter finns listade i Catalogue of Life.